# Dalmacija pod mletačkom upravom
Mletačka Dalmacija počinje s vladavinom dužda Petra II. Orseola koji je vladao Venecijom od 991. godine. Mletačka politika okreće se prema kontroli Jadranskog mora i trgovini s Bizantskim Carstvom potaknuta povoljnim ugovorom (Grisobol ili Zlatna bula) s carem Bazilijem II. Dalmatinski gradovi-države postupno su gubili svu zaštitu Bizanta, a budući da se nisu mogli ujediniti u obrambenu ligu ometanu njihovim unutarnjim neslaganjima, morali su se obratiti Veneciji za potporu. Svaki od dalmatinskih gradova trebao je zaštitu (najviše od neretvanskih gusara), uglavnom iz ekonomskih razloga. 
Carski edikt je mletačkim trgovcima dao slobodu od poreza koji su plaćali drugi stranci i sami Bizantinci. Godine 1000. na poziv dalmatinskih gradova, ekspedicija mletačkih brodova u priobalnu Istru i Dalmaciju bez većeg otpora osvaja dalmatinske gradove i otoke i od tada, uz kraće prekide, postaje vodeća vlast u Dalmaciji (i na Jadranu) do 1797. godine. 
Ovom prilikom dužd Orseolo sebe je nazvao vojvodom Dalmacije (latinski: Dux Dalmatiae) i započeo mletačko kolonijalno carstvo.

## Hrvatsko-mletački ratovi za prevlast nad Dalmacijom
Prvo razdoblje mletačke vlasti u Dalmaciji zabilježit će ratovi s Hrvatskim, a kasnije i Ugarskim Kraljevstvom, u kojima će patriciji dalmatinskih gradova koristiti vojnu moć Primorske Hrvatske kako bi se izborili za nezavisnost od Mletačke Republike.
Sami gradovi se postupno pohrvaćuju, a kraljevi i ratnička elita Primotske Hrvatske stupaju u obiteljske veze sa starim dalmatinskim/rimskim plemstvom pa tako, primjerice, kralj Mihajlo Krešimir II. uzima za ženu Helenu Madi (Jelenu Madijevku, Jelenu Slavnu), kćer zadarskog stratega, predstavnika bizantske vlasti u Dalmaciji.  
Njihov sin Stjepan Držislav svojoj tituli kralja Hrvatske dodati će i titulu kralja Dalmacije, dok se za njegova unuka kralja Petra Krešimira IV. (po nekim izvorima i unuk Petra II. Orseola) veže razvoj novih hrvatskih gradova na obali, u prvom redu Biograda i Šibenika koji se prvi put spominju upravo 1066., a veza dalmatinskih gradova i Hrvatskog Kraljevstva zaživjeti će u punom smislu. 
Koristeći slabljenje Hrvatskog Kraljevtsva krajem 11. stoljeća nakon smrti kralja Dmitra Zvonimira, Mletačka Republika postupno ponovo kreće u osvajanje istočnog Jadrana i dostiže svoj najveći opseg za vrijeme Četvrtog križarskog rata tjekom kojeg 1202. osvaja Zadar, koji je od 1102. godine i krunidbe kralja Kolomana za hrvatsko-dalmatinskog kralja bio slobodan grad, a za čiju sudbinu će biti vezana i sudbina Dalmacije.

## Prva mletačka "vlast" u Dalmaciji (1202. – 1358.)
Mletačka vlast u Dalmaciji nije stablina i dalmatinski se gradovi stalno bune i bore za autonomiju. Borbe kulminiraju 1345. opsadom Zadra, kada Mlečani nakon godinu dana teških borbi slamaju otpor i osvajaju Zadar.   
Vlast nad Dalmacijom potrajati će do ljeta 1356. kada je ugarsko-hrvatski kralja Ludovik I. Anžuvinac uputio svoju vojsku protiv Mlečana čime započinje novi dvogodišnji rat. Ludovik I. sa svojom vojskom provaljuje u sjevernu Italiju i nameće Mlečanima rat na njihovom državnom području ugrožavajući i samu Veneciju.  
Tijekom ljeta 1357. Splićani i Trogirani podižu bune i istjeruju mletačke posade i činovnike, a u prosincu ugarska vojska ulazi i u Šibenik i kreće prema Zadru. Na dan 17. prosinca zahvaljujući hrabrim Zadranima, koji su noću prebacili preko zidina konope, vojska ulazi u Zadar, istjeruje Mlečane i time je čitava Dalmacija postala dijelom ugarsko-hrvatske krune. 
Zadarski mir sklopljen je 18. veljače 1358. u sakristiji crkve Sv. Franje Asiškog u Zadru čime je Ludovik I. pod svoju vlast stavio cijelu Dalmaciju i uzeo titulu kralja Dalmacije, a Mletačka Republika se odrekla posjeda cijelog dalmatinskog kopna i svih otoka od Kvarnera do Drača. Mletački dužd također se odrekao titule Dux Dalmatiae.
Sljedećih tridesetak godina dalmatinski će gradovi imati svoju samoupravu unutar Ugarsko-Hrvatskog Kraljevstva, no uskoro nastupa doba građanskog rata i godine 1409. kralj Ladislav Napuljski, vidjevši da će izgubiti borbu za prijestolje sa Žigmundom Luksemburškim, prodaje svoja prava na Dalmaciju za iznos od 100.000 dukata. Hrvatsko-ugarski kralj Žigmund Luksemburški nije imao snage oduprijeti se Mletačkoj Republici, a i na istočnim granicama se već približavalo Osmansko Carstvo. 
Mletački vojnici su u Zadar ušli 31. srpnja 1409. Taj grad postaje administrativno sjedište mletačke vlasti u Dalmaciji sve do raspada Mletačke Republike 1797.

## Mletačka vlast u Dalmaciji
Uprava je bila u rukama generalnog providura (talijanski: proveditore generale) koji se mijenjao svake treće godine. Za ovu se službu natjecalo mletačko plemstvo jer je bila časna i unosna. Generalni providur Dalmacije i Albanije (talijanski: Provveditore Generale di Dalmazia) bio je vrhovni predstavnik mletačke vlasti u Mletačkoj Dalmaciji, sa sjedištem u guvernerskoj palači u Zadru, tada glavnom gradu pokrajine. Funkcija generalnog providura za Dalmaciju prvi puta je uvedena 1597. godine, a bila je aktivna sve do pada Mletačke Republike 1797. godine. Generalnog providura imenovalo je izravno mletačko Veliko vijeće, u prvom razdoblju na dvije godine, a od kraja 17. stoljeća na tri godine.  
Mletačka Dalmacija bila je podijeljena na okružja (distretto), kojima je na čelu bio knez (conte) kojeg je imenovao providur. Knezu uz bok stoje dva činovnika, kancelar (cancelliere) za sudbene poslove i camerlingo za financijske.
Malobrojno mletačko činovništvo bilo je slabo plaćeno, pa su bili prisiljeni uzimati od prikupljenog poreza i drugih javnih daća na štetu Mletačke Republike. 
Međutim porezi nisu bili preveliki, jer Republika nije htjela širiti nezadovoljstvo u teško stečenoj Dalmaciji. Porezi su plaćali jedino seljaci jer su plemići i građani bili oslobođeni ne samo od svakoga poreza, nego i od svih daća. Svaka gradska općina imala je i svoj vlastiti statut, tako da u tome nema jedinstvenosti u Dalmaciji. 
Isto su se tako razilazili utezi i mjere od mjesta do mjesta. Općinsku upravu dijelili su plemići i građani, koji su se skupljali na skupštine, gdje se raspravljalo o općinskim poslovima. U nekim su se općinama sastajali samo plemići na skupštine, a u nekim imali su i građani svoje zasebne skupštine. 

Civilne i kaznene poslove vodio je gradski (općinski) knez, a policajske vršili su veliki i mali suci. Seljaci su se sastajali u bratovštinama u skupove, na kojima su raspravljali o svojim potrebama. U svakom selu se na čelu civilnih i vojničkih poslova nalazio vođa zvan harambaša. 
Talijanski i dalmatski jezici govorili su se uglavnom u gradovima, dok se u ostalim područjima koristio hrvatski. Latinski je bio zastupljen u birokraciji. 

## Mletačke oružane snage u Dalmaciji
Za vrijeme 16. stoljeća okružja su imala organiziranu miliciju zvanu Černa vojska ili Černide. Te milicije činili su je mještani i dužnost im je bila paziti na kretanje pograničnih bosanskih Turaka, a kod kuće bdjeti nad sigurnošću. Svako je okružje imalo tada svoga pukovnika, a uz njega kao niže časnike serdare i harambaše. Osim u mornarici, Dalmatinci su služili i u prekomorskim postrojbama Mletačke Republike, fantima oltramarinima (mornarička pješadija), lakoj graničarskoj konjici zvanoj kapeleti i kasnije u hrvatskoj konjici (husarska postrojba nastala preustrojem kapeleta početkom 18. stoljeća) koje su služile kao primarna obrambena, ali i napadačka, vojska u mletačko-osmanskim ratovima, ali i u europskim ratovima. Ukupno je ustrojeno jedanaest ovih regimenti (pukovnija).
Postrojbe koje su popunjavane domaćim stanovništvom Dalmacije:
- Oltramarini – profesionalna pješačka postrojba Mletačke vojske, specijalizirana za desantne operacije i obranu isturenih utvrda
  - Barche armate Croate (Barche armate contro Uscocchi) - satnije oltramarina specijalizirane za borbu protiv gusara
- Croati a Cavalo (Crovati) ili Hrvatsko konjaništvo – profesionalna konjanička postrojba Mletačke vojske
- Cernide (Černide) ili Černa vojska - teritorijalne jedinice Mletačke Republike
  - Paesani (Panduri) – profesionalna pješačka postrojba Mletačke vojske, specijalizirane černide za graničarske zadače
- Mletačka mornarica
- Morlaci – osnovani kao teritorijalna jedinica sačinjena od pravoslavnih izbjeglica sredinom 17. stoljeća u Dalmatinskoj zagori

## Ovlasti generalnog providura
Generalni providur vršio je vrhovnu vlast u mletačkoj Dalmaciji i Crnoj Gori, u svojoj poziciji objedinjavao je civilnu, sudsku i vojnu upravu. Vršio je korespondenciju s mletačkom vladom, korespondenciju s potčinjenim mu providurima u drugim mletačkim gradovima, korespondenciju i održavanje diplomatskih odnosa sa susjednim državama, ponajprije s Osmanskim Carstvom, prvenstveno s bosanskim pašom u Sarajevu, ali i s Dubrovačkom Republikom. Imao je pravo donositi zakonske odredbe zvane terminacije koje su imale zakonsku snagu te se nisu mogli ukidati, pa tako generalni providuri nisu mogli ukidati starije terminacije. Također je imao vrhovnu sudsku funkciju, iako su na njegove odluke mogle biti uložene žalbe mletačkim savjetima.
Njegove vojne ovlasti uključivale su vrhovno zapovjedništvo nad mletačkom vojskom u pokrajini, što je posebno bilo važno za vrijeme ratnih godina. Bio je odgovoran za organiziranje vojnih postrojbi, odnosno za njihove plaće, oružje i održavanje utvrda i ostalih vojnih objekata. Osobno je imenovao ili potvrđivao ministre koje su imenovali knezovi, kapetani ili neki drugi komunalni organi.
Kao predstavnik civilne vlasti brinuo se za ekonomski razvoj pokrajine, kako za ubiranje poreza i carina, tako za organiziranje i unaprijeđivanje trgovine s Osmanskim Carstvom, prvenstveno s osmanskom Bosnom i Hercegovinom, koja je uvelike ovisila o dalmatinskim lukama kako bi se opskrbila žitom. Osim toga, providuri su bili zaduženi za organiziranje javnih radova, stvaranja katastara, podijele osvojene zemlje stanovništvu, očuvanju mira na granici itd.

## Ostavština
Ostavština Venecije u Dalmaciji golema je i vrlo značajna, ponajprije u kulturnom i umjetničkom području. Venecija je bila jedno od središta talijanske renesanse, kada je Mletačka Republika dominirala Dalmacijom, a mletačka Dalmacija uživala je u blagodatima te činjenice.
Od Jurja Dalmatinca (Giorgija Orsinija) do utjecaja na ranu suvremenu hrvatsku književnost, Venecija je svoju Dalmaciju učinila najzapadnije orijentiranim civiliziranim područjem Balkana, uglavnom u gradovima.
Neka arhitektonska djela iz tog razdoblja Dalmacije od europskog su značaja, a pridonijet će daljnjem razvoju renesanse: katedrala sv. Jakova u Šibeniku i kapela bl. Ivana u Trogiru.   
Hrvatski se preporod, pod snažnim utjecajem mletačke i talijanske književnosti, temeljito razvio u primorskim dijelovima Hrvatske. Početak hrvatske književne djelatnosti u 16. stoljeću označio je dalmatinski humanist Marko Marulić i njegova ep Judita, koja je nastala ugrađujući osebujne motive i događaje iz Biblije te prilagođavajući ih suvremenoj europskoj književnosti. Tijekom mletačke vlasti djeluju i Zadrani Petar Zoranić i Brne Karnarutić stvarajući temelje moderne hrvatske književnosti, dok je Šibenčanin Faust Vrančić jedan od največih izumitelja svoga vremena uopće.  
Encyclopædia Britannica ovako opisuje dalmatinsku umjetnost za vrijeme mletačke vlasti:
Godine 1997. povijesni grad-otok Trogir (nazvan Tragurium na latinskom kada je bio jedan od dalmatinskih gradova-država i Traù na venecijanskom) upisan je na UNESCO-ov popis svjetske baštine, Katedrala sv. Jakova u Šibeniku značajno je graditeljsko ostvarenje 15. i 16. stoljeća na tlu Hrvatske. Zbog svojih iznimnih vrijednosti katedrala je 2000. godine uvrštena u UNESCO-ov popis svjetske baštine, a godine 2017. 15 lokaliteta mletačkih utvrda u Italiji, Hrvatskoj i Crnoj Gori upisano je na UNESCO-ov popis svjetske baštine.

## Kraj mletačke vlasti u Dalmaciji
Mletačko vladanje potrajalo je sve do 1797. kada je Napoleon ukinuo Mletačku Republiku. Nakon kratke francuske okupacije mletačka istočnojadranska obala potpala je pod vlast Austrije prema odredbama Sporazuma iz Campo Formija. Na temeljima stare republike osnovana je Mletačka provincija (Provinz Venedig). 
Godine 1804. car Franjo II. stvorio je titulu cara Austrije te joj dodao titulu Rex Dalmatiae (Kralja Dalmacije). 
Austrija gubi Dalmaciju nakon poraza u bitci kod Austerlitza i mira u Pressburgu/Požunu 1805., kada ona ulazi u sastav francuskih Ilirskih provincija (Provinces illyriennes), kao Pokrajina Dalmacija (Province Dalmatie) sa Zadrom kao glavnim gradom i 5 pet okružja: Zadar, Split, Šibenik, Makarska i Hvar. 
Prvi i najbitniji guverner Ilirskih pokrajini bio je Maršal Auguste Marmont koji je od 1805. obnašao dužnost vojnog zapovjednika za Dalmaciju, a nakon 1809. godine kao glavni guverner Ilirskih pokrajina djelovao je u Ljubljani, a uzeo je i titulu vojvode Dubrovnika (duc de Raguse)
Za njegovog mandata dosta se učinilo na prometnoj gradnji po Dalmaciji (cestovne prometnice kroz Zagoru, Strada Marmont do Dubrovnika), za prosvjetu (francuske vlasti su uvele hrvatski i slovenski jezik u škole), a općenito su unaprijedile prosvjetu, ali i urbanizam (Marmontova ulica u Splitu, Nova vrata na Muraju u Zadru). U njegovo vrijeme su se pokrenule i prve novine na hrvatskom jeziku Kraljski Dalmatin. 
Nakon Napoleonovog poraza i Bečkog kongresa (1814. – 1815.) formirana je Kraljevina Dalmacija kao krunska zemlja Austrijskog Carstva, s glavnim gradom (Landeshauptstadt) Zadrom. Teritorij Kraljevine Dalmacije uključivao je bivšu Dubrovačku Republiku i protezao se od Raba i Karlobaga na sjeveru do Kotora na jugu.

## Galerija
- Katedrala sv. Jakova u Šibeniku
- Trogir
- Korčula
- Zadar, Foša
- Hvar, foritca
- Perast

## Poznati providuri Dalmacije
- Francesco Molin (1623. – 1625.)
- Leonardo Foscolo (1645. – 1650.)
- Girolamo Cornaro (1680. – 1682.)
- Girolamo Cornaro (1686. – 1689.)

Napomena: radi slabe obrađenosti u hrvatskoj, ali i talijanskoj historiografiji, moguće su manje pogreške (+/–1 godina) pri definiranju stvarnog trajanja službe pojedinog generalnog providura.

## Vanjske poveznice
- Karta Europe oko 1200. godine
- Karta Europe oko 1300. godine
- Karta Europe oko 1400. godine
- Karta Europe oko 1500. godine
- ARHiNET: Generalni providuri za Dalmaciju i Albaniju (fond)